# Rhaphidophora stolleana
Rhaphidophora stolleana är en kallaväxtart som beskrevs av Adolf Engler och Kurt Krause. Rhaphidophora stolleana ingår i släktet Rhaphidophora och familjen kallaväxter. Inga underarter finns listade.